# 奥特斯利克
奥特斯利克（英語：Otselic）是位于美国纽约州希南戈县的一个镇，地处希南戈县北部、诺威奇西北。2010年美国人口普查时，该镇有1054人。奥特斯利克镇建于1817年，该镇许多最初的定居者来自康涅狄格州。其名称源于流经此地的奥特斯利克河。